# Stjepan Deverić
Stjepan Deverić (ur. 20 sierpnia 1961 w Velikiej Goricy) – chorwacki piłkarz grający na pozycji napastnika.

## Kariera klubowa
Karierę piłkarską Deverić rozpoczął w klubie Dinamo Zagrzeb. W sezonie 1979/1980 zadebiutował w jego barwach w pierwszej lidze jugosłowiańskiej i w pierwszym sezonie gry zdobył Puchar Jugosławii. Od sezonu 1980/1981 był podstawowym zawodnikiem zespołu. W 1982 roku wywalczył mistrzostwo Jugosławii, a w 1983 roku zdobył drugi krajowy puchar.
Latem 1984 roku Deverić przeszedł do Hajduka Split. W 1987 roku sięgnął z nim po kolejny Puchar Jugosławii, a na początku 1988 roku wrócił do Dinama, gdzie grał do 1991 roku. Następnie odszedł do Sturmu Graz. Po dwóch latach gry w Bundeslidze trafił do amatorskiego FC Lebring. W 1994 roku zakończył karierę.
| Sezon   | Klub           | Kraj       | Rozgrywki  | Mecze | Bramki |
| ------- | -------------- | ---------- | ---------- | ----- | ------ |
| 1979/80 | Dinamo Zagrzeb | Jugosławia | I liga     | 10    | 4      |
| 1980/81 | Dinamo Zagrzeb | Jugosławia | I liga     | 31    | 8      |
| 1981/82 | Dinamo Zagrzeb | Jugosławia | I liga     | 26    | 11     |
| 1982/83 | Dinamo Zagrzeb | Jugosławia | I liga     | 12    | 6      |
| 1983/84 | Dinamo Zagrzeb | Jugosławia | I liga     | 24    | 4      |
| 1984/85 | Hajduk Split   | Jugosławia | I liga     | 4     | 1      |
| 1985/86 | Hajduk Split   | Jugosławia | I liga     | 15    | 3      |
| 1986/87 | Hajduk Split   | Jugosławia | I liga     | 27    | 9      |
| 1987/88 | Hajduk Split   | Jugosławia | I liga     | ?     | ?      |
| 1987/88 | Dinamo Zagrzeb | Jugosławia | I liga     | 13    | 2      |
| 1988/89 | Dinamo Zagrzeb | Jugosławia | I liga     | 22    | 4      |
| 1989/90 | Dinamo Zagrzeb | Jugosławia | I liga     | 7     | 0      |
| 1990/91 | Dinamo Zagrzeb | Jugosławia | I liga     | 7     | 2      |
| 1991/92 | Sturm Graz     | Austria    | Bundesliga | 18    | 7      |
| 1992/93 | Sturm Graz     | Austria    | Bundesliga | 18    | 6      |

## Kariera reprezentacyjna
W reprezentacji Jugosławii Deverić zadebiutował 13 października 1982 roku w wygranym 3:1 meczu eliminacji do Euro 84 z Norwegią. Wcześniej w tym samym roku został powołany przez selekcjonera Miljana Miljanicia do kadry na Mistrzostwa Świata w Hiszpanii, gdzie był rezerwowym i nie wystąpił w żadnym spotkaniu. W 1984 roku rozegrał jedno spotkanie podczas Euro 84, przegrane 2:3 z Francją. Od 1982 do 1984 roku rozegrał w kadrze narodowej 6 meczów. W 1984 roku zdobył brązowy medal na Igrzyskach Olimpijskich w Los Angeles.